# Walter Fasano
Pour les articles homonymes, voir Fasano (homonymie).
Walter Fasano, né le 10 avril 1970 à Bari (Italie), est un monteur, scénariste et compositeur italien.

## Filmographie partielle

### Au cinéma et à la télévision

#### Compositeur
- 2010 : Chronology
- 2012 : ADHD Rush Hour

#### Réalisateur
- 1997 : Edmondo
- 2000 : Touch
- 2000 : Tre anni
- 2013 : Bertolucci on Bertolucci

#### Monteur
- 1995 : Assunta
- 1995 : L'Ultimo uomo
- 1996 : Cambio di mano
- 1996 : Nastassia
- 1997 : Blood Is Not Fresh Water
- 1997 : Qui
- 1997 : Romantico
- 1997 : Satelliti
- 1997 : Senza piombo
- 1997 : Sorrisi asmatici, parte terza
- 1999 : 16 45
- 1999 : La Tua lingua sul mio cuore
- 1999 : The Protagonists
- 1999 : Vai bello
- 2000 : A Deadly Compromise
- 2000 : Amateurs 2
- 2000 : L'Uomo risacca
- 2000 : Quando si chiudono gli occhi
- 2001 : 500 !
- 2001 : Blue Haven
- 2001 : Days
- 2001 : Dérive Gallizio
- 2001 : Santa Maradona
- 2003 : Mundo civilizado
- 2003 : Ora o mai più
- 2003 : Passato prossimo
- 2004 : A/R : Andata+ritorno
- 2004 : Card Player
- 2005 : Melissa P.
- 2005 : Vous aimez Hitchcock ?
- 2006 : 4-4-2 - Il gioco più bello del mondo
- 2006 : Il vizio dell'amore
- 2007 : Delfinasia
- 2007 : Hermano
- 2007 : Il confine
- 2007 : La Troisième Mère
- 2007 : Unione europea
- 2008 : L'uomo che ama
- 2009 : Amore
- 2010 : Diarchia
- 2010 : Figli delle stelle
- 2010 : Ritratto di mio padre
- 2011 : Il giorno in più
- 2011 : L'Ora
- 2011 : La Cosa in cima alle scale
- 2011 : La Vita facile
- 2012 : Destinée (court métrage)
- 2012 : Magnifica presenza
- 2012 : Padroni di casa
- 2012 : Une famille très moderne (The Switch)
- 2013 : Bertolucci on Bertolucci
- 2013 : Io non ti conosco
- 2013 : Je voyage seule
- 2013 : L'Arbitro
- 2013 : L'Inganno
- 2014 : A Rose Reborn
- 2014 : Bota
- 2015 : A Bigger Splash
- 2015 : Antonia.
- 2015 : Io e lei
- 2015 : La Prima volta (di mia figlia)
- 2016 : Await
- 2016 : The Millionairs
- 2017 : Call Me by Your Name
- 2017 : Closing In
- 2017 : Never Here
- 2018 : Ovunque proteggimi
- 2018 : Respiri
- 2018 : Suspiria
- 2021 : America Latina

#### Parolier
- 2009 : Amore
- 2015 : A Bigger Splash

#### Scénariste
- 2007 : Mother of Tears - La Troisième mère
- 2009 : Amore

## Distinction
- David di Donatello 2019 : Meilleur scénario original adapté pour Call Me by Your Name